# Convolvulus arvensis
Convolvulus arvensis L. (correhuela o cahiruela) es una especie de planta trepadora del género Convolvulus, familia Convolvulaceae, nativa de Europa y Asia. 

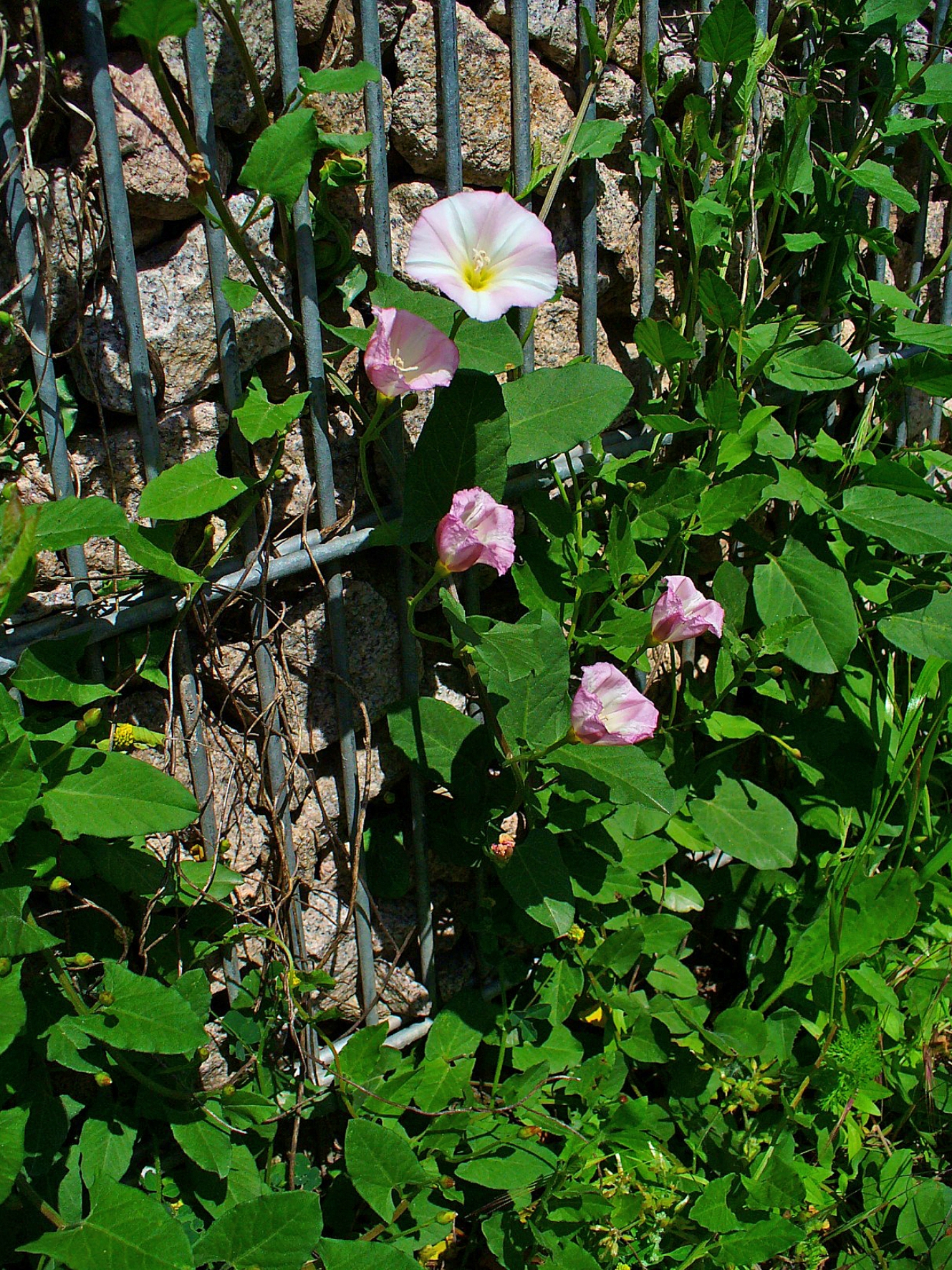
Vista de la planta

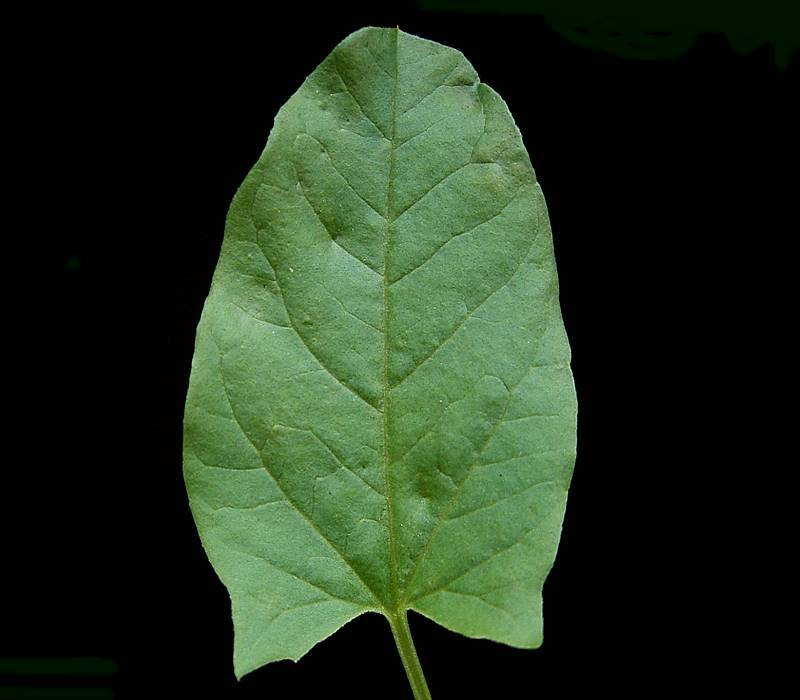
Hojas

## Distribución
Aunque son nativas de Europa y la zona templada de Asia, se han naturalizado en otras zonas del mundo.
Ha sido introducida en Norteamérica, donde está considerada como especie invasora en algunas áreas.

## Descripción
Es una planta perenne herbácea rastrera y trepadora que se desarrolla hasta una altura de 0,5 a 2 metros. Sus hojas se distribuyen en espiral, son lineares con forma terminal de punta de flecha, de unos 2 a 5 centímetros de largo, con un peciolo de 1 a 3 cm. Las flores con forma de trompeta, con un diámetro de 1 a 2,5 cm, de color rosa pálido o blanco, con cinco rayas radiales rosadas levemente más oscuras.

## Variedades
- Convolvulus arvensis var. arvensis. De hojas amplias.
- Convolvulus arvensis var. linearifolius. De hojas estrechas alargadas.

## Usos
Aunque produce flores atractivas, es a menudo una planta molesta en los jardines considerada como una mala hierba debido a su crecimiento y que pueden estrangular rápidamente a otras plantas cultivadas. 
Ocupa muy fácilmente grandes superficies y se enreda a las plantas debilitándolas ya que les hace la competencia por la luz, el agua y los nutrientes. Cuando se ha desarrollado plenamente, la gran masa de tallos y de hojas puede dificultar o impedir la recolección mecánica. La correhuela es muy propensa a ser infectada por el hongo del oídio.

## Control
Es difícil de eliminar por medios mecánicos de labranza porque aunque se eliminen las partes aéreas de los tallos tiene muchas y profundas raíces de las que la correhuela vuelve a rebrotar.  
Los herbicidas que se pueden emplear son los de tipo sistémico que son absorbidos por las hojas y actúan sobre las raíces. 

## Taxonomía
Convolvulus arvensis fue descrito por Carlos Linneo  y publicado en Species Plantarum 1: 153. 1753.
Etimología
Convolvulus: nombre genérico que procede del latín convolvere, que significa "enredar".
arvensis: epíteto que procede del latín arva, que significa "campo de labranza", es decir, que se trata de una especie que aparece en campos cultivados.
Sinonimia
- Convolvulus ambigens House
- Convolvulus incanus auct. non Vahl
- Strophocaulos arvensis (L.) Small[3]
- Convolvulus arvensis subsp. crispatus Franco
- Convolvulus arvensis var. linearifolius Choisy
- Convolvulus auriculatus Desr.
- Convolvulus cherleri Agardh ex Roem. & Schult.
- Convolvulus corsicus Roem. & Schult.
- Convolvulus longipedicellatus Sa'ad[4][5]

## Nombres populares
Altabaquillo, campanica, campanilla, campanilla de pobre, campanilla de pobres, campanilla pobre, campanillas, campanilla silvestre, campanuzas, campánula menor, carihuela, carregüela, carrehuela, carreuela, carrigüela, carrigüela fina, carrihuela, carrijuela, cerrihuela, cornihuela, cornijuela, corrayuela, corredora, corregüela, corregüela menor, correguela, correhuela, correhuela de los campos, correhuela menor, correjuela, correvuela, correyuela, corribuela, corrigüela, corrigüela borde, corrigüela fina, corrigüela muerta, corrigüela viva, corriguala, corrihuela, corriola, corriola blanca, corrivuela, corriyuela, corroyuela, corrugüelas, corruhuela, corruviela, corruyuela, curriol, currujuela, curruyuela, enredadera, enredadera de los campos, enredadera, escarigüela, escarrigüelo, escoriegüela, escorigüela, escorrigüela, garrotilla, garrotillo, gorrotilla, guniolas, hiedra de lagarto, hilandera, hilanderas, marañuela, maroma, panes, raízdecilla, torregüela, trababedarri de las piezas, yerba del muro, zaramalla.

## Galería de imágenes

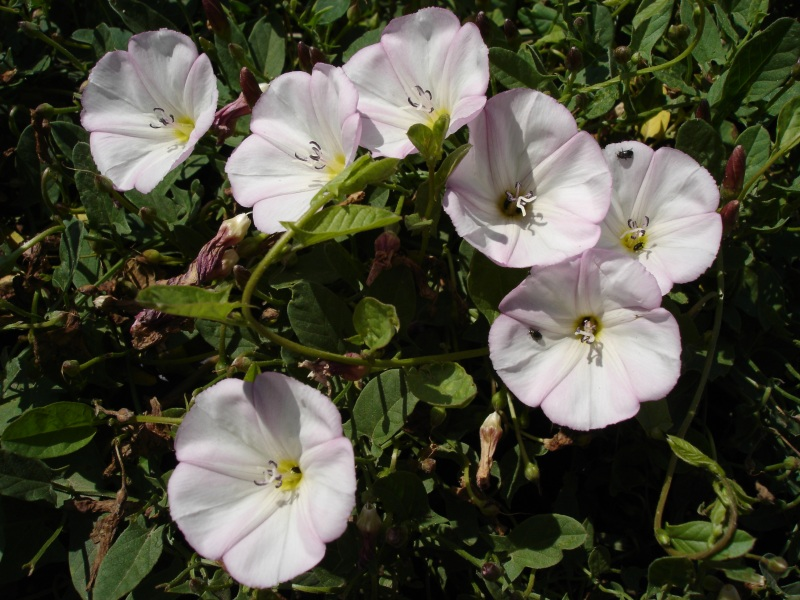
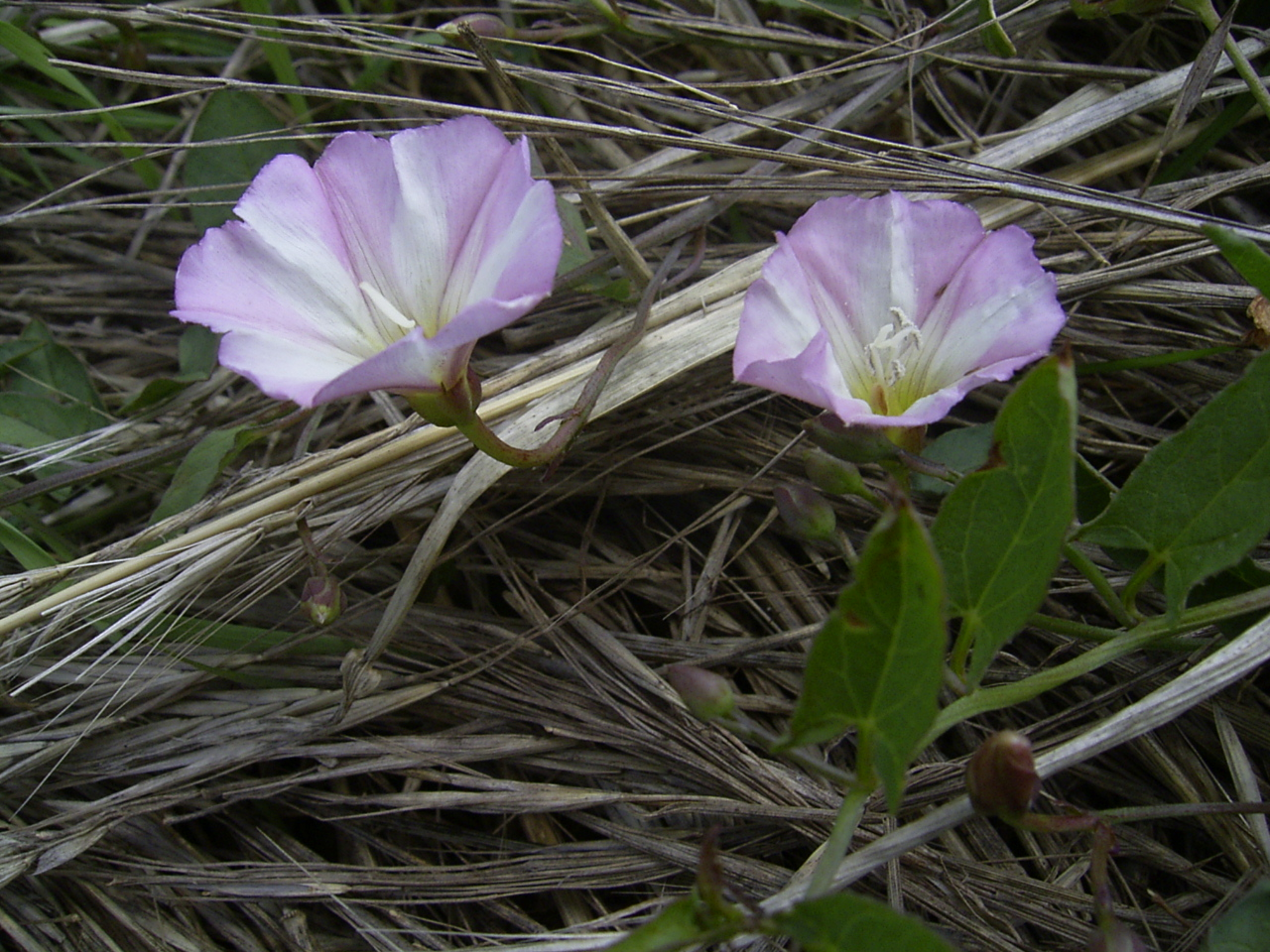
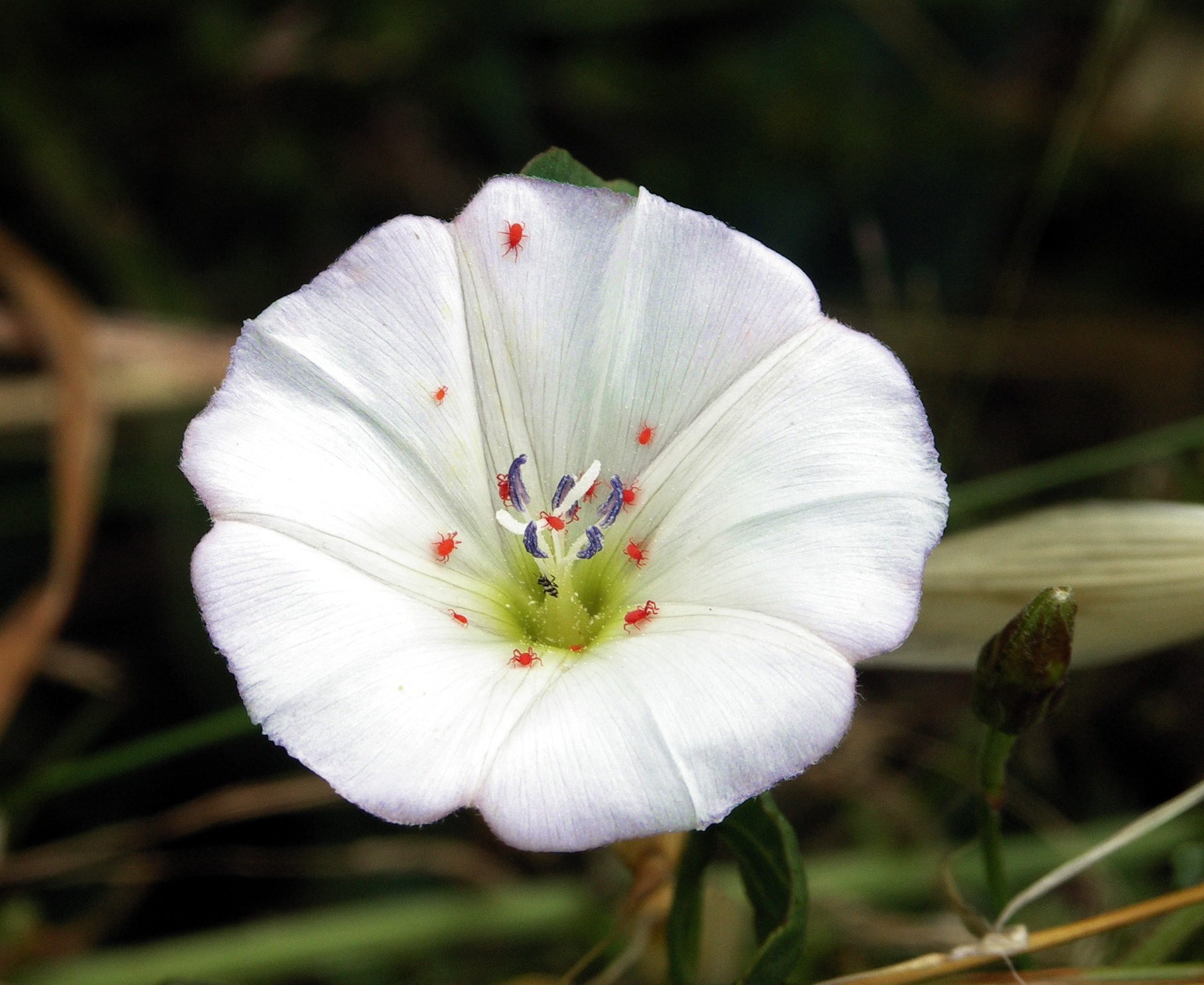
Convolvulus arvensis, Dehesa Boyal de Puertollano
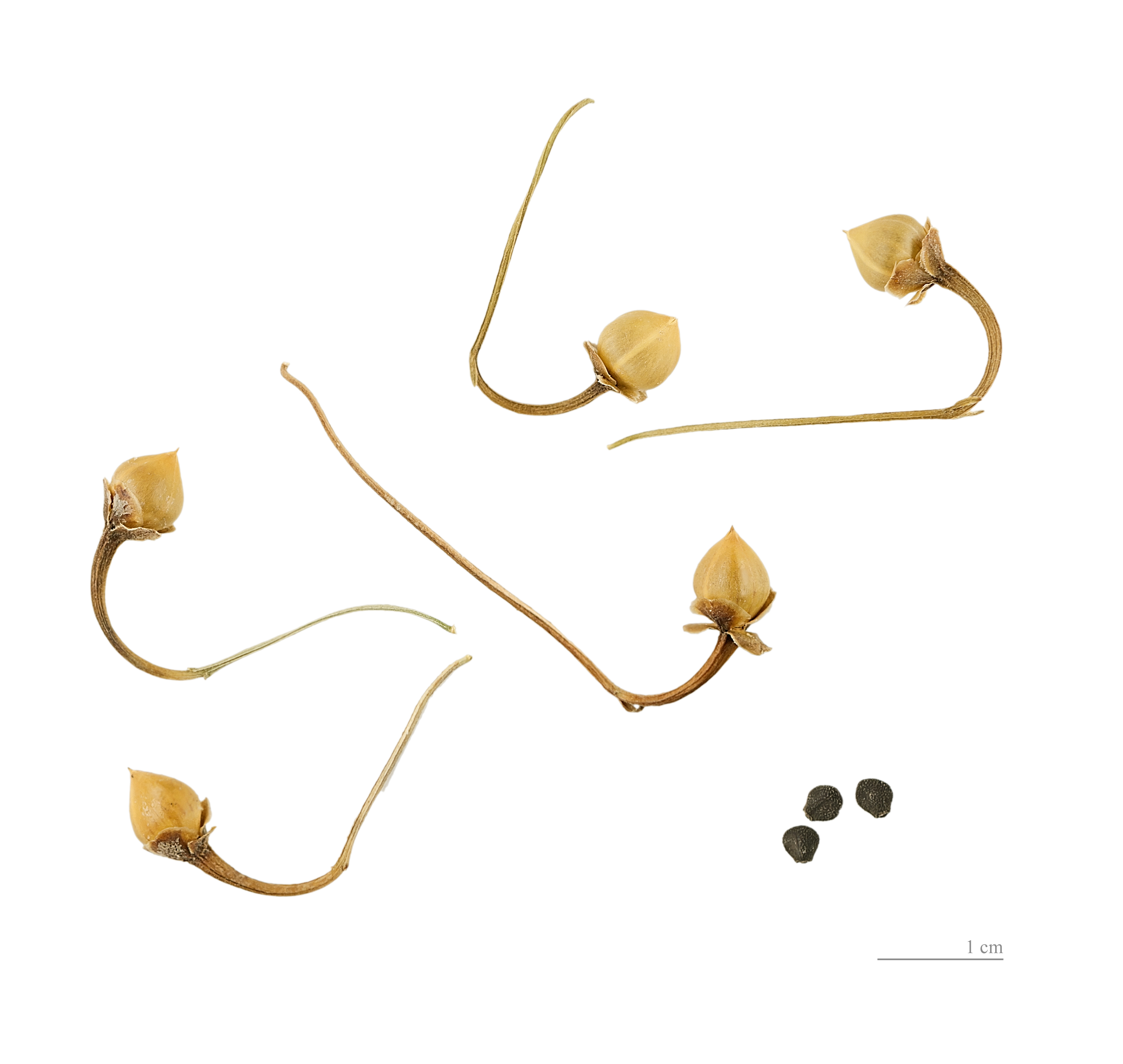
Frutos y semillas.